# Přírodní park Alvão
Přírodní park Alvão (portugalsky:Parque Natural do Alvão) je chráněné území nacházející se při obcích Mondim de Basto a Vila Real v severním Portugalsku. Přírodní park byl vytvořen v roce 1983 a zabírá až 72 km² horské půdy. Přírodní park Alva je nejmenší přírodní park v Portugalsku s počtem obyvatel méně než 700. Nachází se v severní části Portugalska v provincích Trás-os-Montes a Alto Douro, distrikt Vila Real. Nejvyšší horou je Caravelas (1339 m). V oblasti se vyskytují vlci, které se portugalští ochranáři snaží ochránit.